# Dnipro-Bug-Liman
Der Dnipro-Bug-Liman (ukrainisch Дніпровсько-Бузький лиман; russisch Днепро-Бугский лиман; krimtatarisch Usu-Limani) ist die größte Flussmündung im Nordwesten des Schwarzen Meeres.
Er ist das Mündungsgebiet des Dnepr (ukrainisch Dnipro) und des Südlichen Bugs und bildet bei den im Süden der Ukraine liegenden Oblasten Cherson und Mykolajiw einen Liman, der im Süden von der Kinburn-Halbinsel begrenzt wird und in einer 4,3 km breiten Meerenge, dem 11 m tiefen Kinburn-Kanal, bei der Hafenstadt Otschakiw in das Schwarze Meer übergeht.

## Entstehung

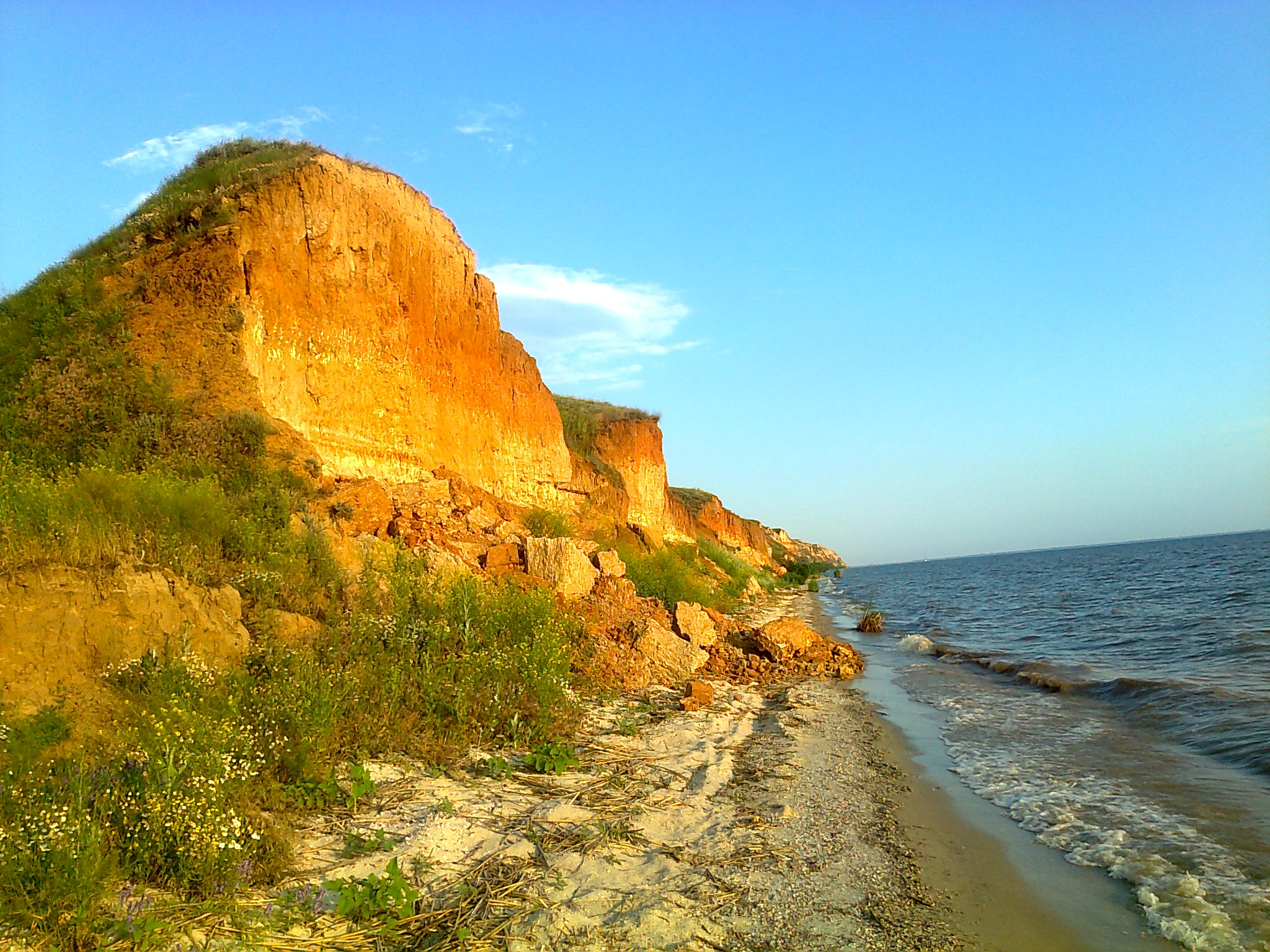
Landschaftsschutzgebiet Oleksandriwka am Ufer des Liman

Der Liman entstand durch das Eindringen des Schwarzen Meeres in die Unterläufe von Dnipro und Südlichen Bug in Folge des nacheiszeitlichen Anstiegs des Meeresspiegels.

## Beschreibung

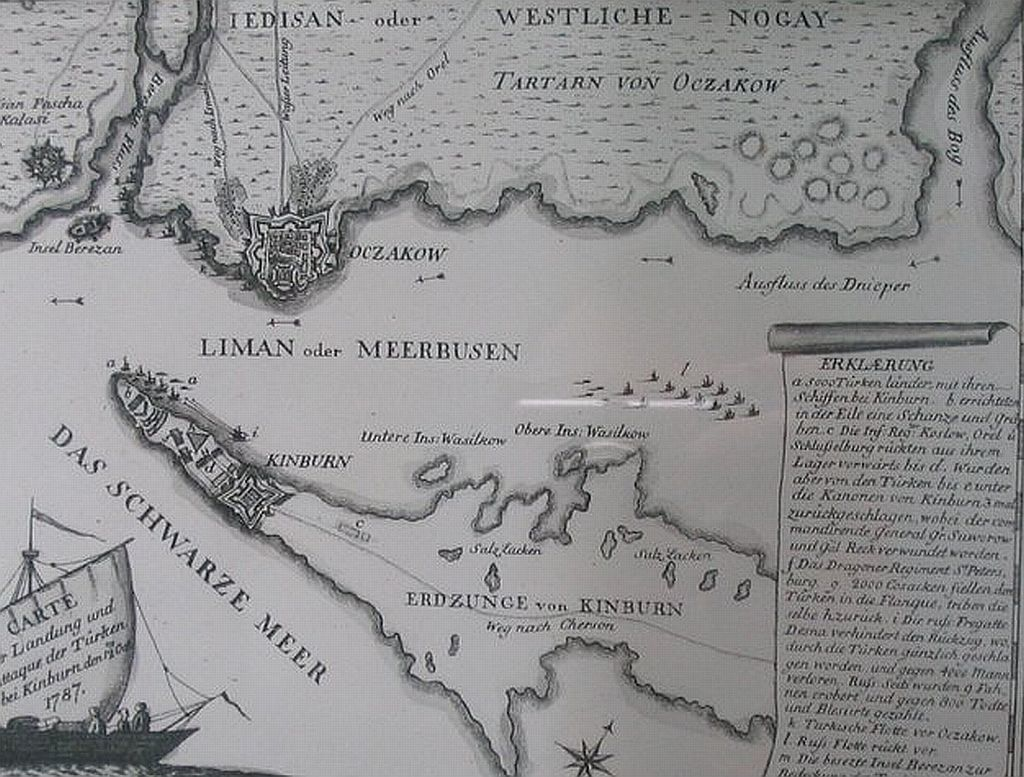
Karte vom Westen des Dnipro-Bug-Limans von 1787

Der bereits von Plinius erwähnte und teilweise im Biosphärenreservat Schwarzes Meer liegende Dnipro-Bug-Liman umfasst zwei Teile: zum einen das Ramsar-Gebiet des Dnipro-Limans bzw. der Dnipro-Mündung mit einer Länge von 60 km (Ost-West) bei einer Breite von bis zu 17 km, einer mittleren Tiefe von 4 Metern, einer Fläche von 750 km² und einem Volumen von 3×109 m³, zum anderen den Bug-Liman/die Bug-Mündung, die an der Nordküste der Dnipro-Mündung liegt. Sie ist etwa 30 km lang, zwischen 5 und 11 km breit und hat eine durchschnittliche Tiefe von 6 Metern. Ihre Fläche beträgt 50 km².
Der Dnipro-Bug-Liman hat eine maximale Tiefe von 12 Metern. Das südliche Ufer des Liman ist überwiegend flach und sandig, am nordöstlichen Ufer gibt es auch hohe, hügelige, hauptsächlich aus Ton- und Sandfelsen bestehende Küsten, welche eine Höhe von 20 bis 35 Metern erreichen. Der Grund ist schlammig, entlang der Mündung gibt es Sandbänke.
Da etwa 25 bis 30 % der jährlichen Wasserabflusses von Dnipro und Südlichem Bug zur Bewässerung und Wasserversorgung verwendet wird, ist der Salzgehalt des Mündungswassers, mit Auswirkungen auf die dortige Flora und Fauna, erhöht.

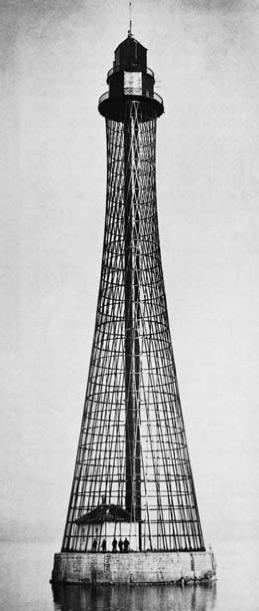
Adschihol-Leuchtturm von 1911 im Liman

Die größten im Mündungsgebiet der beiden Flüsse liegenden Ortschaften sind die Städte Cherson, Mykolajiw und Otschakiw. Weitere Uferortschaften sind an der Nordküste Kuzurub, Dmytriwka, Parutyne, Halyzynowe, Lymany, Oleksandriwka, Stanislaw, Schyroka Balka und auf der Kinburn-Halbinsel im Süden des Limans Pokrowske, Wassyliwka, und Herojske sowie die weiter östlich liegenden Ortschaften Wynohradne, Rybaltsche und Stara Sburjiwka. Im Liman liegt, unweit von Otschakiw, die künstlich angelegte Insel Perwomajskyj und der, auf einer der Ortschaft Rybaltsche vorgelagerten Insel, Adschihol-Leuchtturm.
Das Ramsar-Gebiet wurde am 28. Februar 1997 ausgewiesen. Es hat eine Fläche von 34.425,8 Hektar.

## Klima
Der jährliche Gesamtniederschlag in der Region beläuft sich auf 320 bis 350 mm. Die jährliche Verdunstung auf der Landoberfläche beträgt 428 mm und auf der Wasseroberfläche 880 bis 1050 mm. Der wärmste Monat ist der Juli mit einer Durchschnittstemperatur von 20 °C und der kälteste der Januar mit 2,5 °C. Die Anzahl der frostfreien Tage liegt etwa zwischen 180 und 210. Eine Schneebedeckung kann an etwa 20 bis 40 Tagen im Jahr auftreten, jedoch sind schneefreie Jahre häufig. Der Wind ist wechselhaft, wobei Winde aus nordöstlicher, östlicher und südwestlicher Richtung dominieren.

## Flora und Fauna

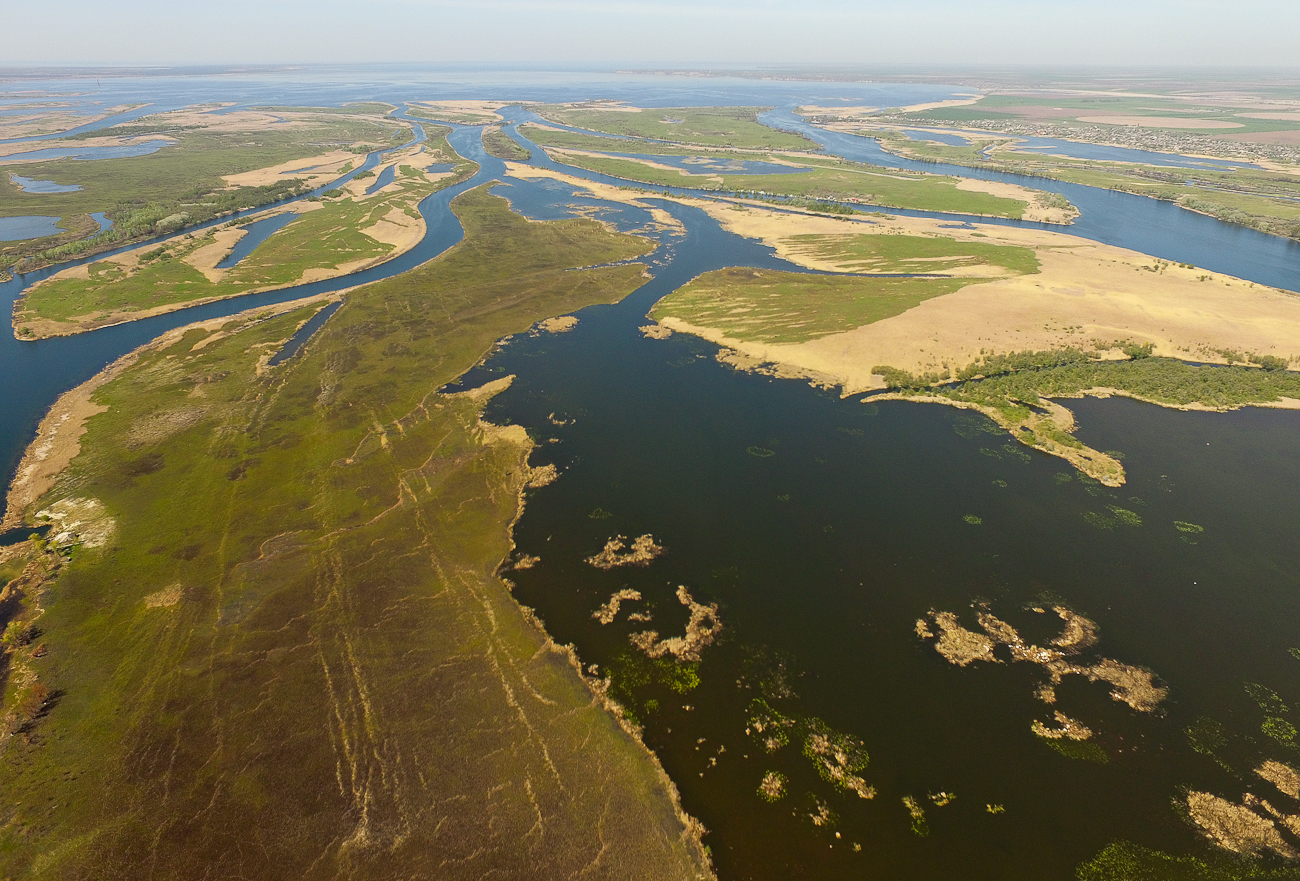
Inseln im Dnipro-Bug-Liman

Das Dnipro-Flussdelta ist als Ramsar-Gebiet ausgewiesen und somit als international bedeutendes Feuchtgebiet klassifiziert. Innerhalb des Gebiets finden sich etwa 200 verschiedene Arten von Gefäßpflanzen sowie etwa 200 Vogel-, 40 Säugetier- und 60 Fischarten. Eine bedeutende Pflanzenart ist die als stark gefährdet eingestufte Wasserfalle. Auf der Roten Liste der Ukraine stehen zudem die Europäische Seekanne, die Wassernuss und der Gemeine Schwimmfarn. Im Herbst finden sich im Mündungsgebiet Ansammlungen von bis zu etwa 30.000 Zugvögeln. Zu den seltensten Vogelarten die im Mündungsgebiet brüten, gehören der Seeadler und der Sichler sowie die Schell-, Schnatter- und Moorente (potentiell gefährdet). Zu den nach Einstufung der IUCN gefährdeten Vogelarten zählen zudem die Tafelente und der Austernfischer (potentiell gefährdet). Auf den Inseln im Mündungsgebiet kommen außerdem insgesamt sechs Arten kleiner Säugetiere vor. Diese sind die Brandmaus, die Zwergwaldmaus, die Levante-Wühlmaus, die Südfeldmaus, die Hausmaus und die Wanderratte. Die Wasserflächen sind Laichgebiet für 16 Fischarten. Zu den vorkommenden, gefährdeten Arten zählen der vom Aussterben bedrohte Sternhausen und Europäischer Hausen sowie die stark gefährdete Karpfenfischart Alburnus sarmaticus, der gefährdete Karpfen und der potentiell gefährdete Silberkarpfen.

## Überflutungen durch Dammbruch

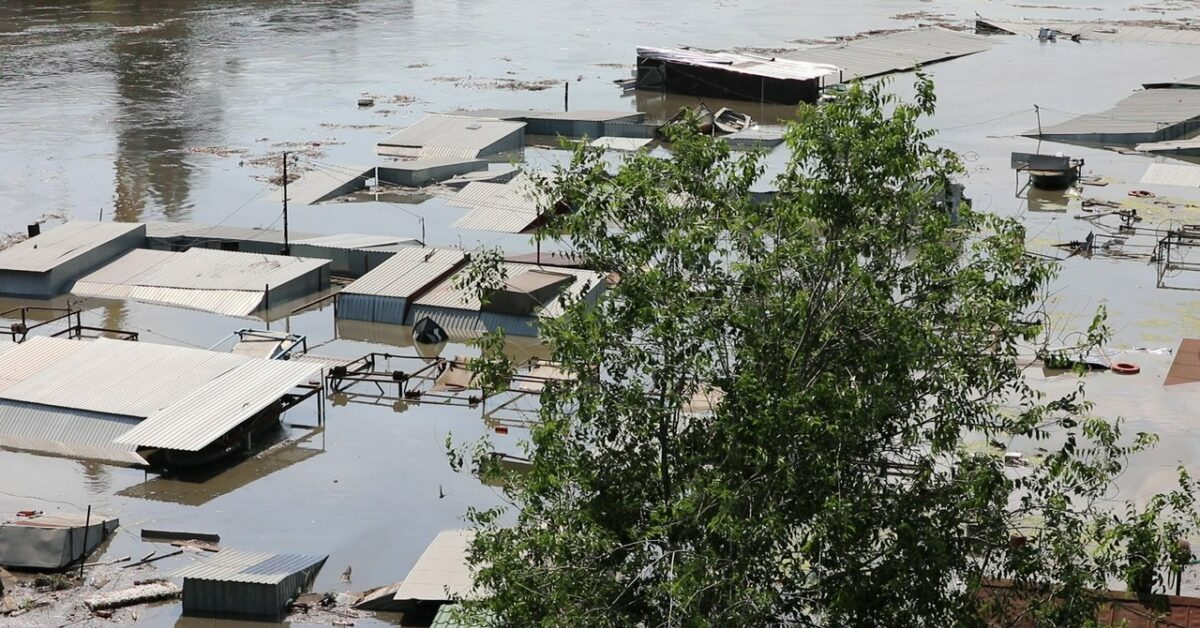
Überschwemmung infolge des zerstörten Staudamms

Im Krieg in der Ukraine kam es am 6. Juni 2023 zur Zerstörung des Kachowka-Staudamms, die großflächige Überschwemmungen flussabwärts verursachte, mit ökologisch verheerenden Folgen. Zahlreiche Inseln wurden überflutet, Tiere ertranken und Vogelnester wurden weggespült. Zudem gelangten nach ukrainischen Angaben mindestens 150 Tonnen Maschinenöl ins Wasser. Die Zerstörung wurde von der ukrainischen Regierung als „Ökozid“ bezeichnet, was im Artikel 441 des ukrainischen Strafgesetzbuches als „Massenvernichtung von Flora und Fauna, Vergiftung von Luft- oder Wasserressourcen sowie alle anderen Handlungen, die eine Umweltkatastrophe verursachen können“ definiert ist.